# ميرال أكشينار
ميرال أكشينار (بالتركية: Meral Akşener)‏ (مواليد 1956) هي سياسة تركية، شغلت منصب وزير الداخلية ونائب رئيس البرلمان. شاركت في تأسيس حزب العدالة والتنمية الذي تركته لاحقًا، وانضمت لحزب الحركة القومية. في 2016، قادت مجموعة معارضة داخل حزب الحركة القومية ضد زعيمه دولت بهتشلي. أسست الحزب الجيد وأصبحت زعيمة له. أعلنت ترشحها في الانتخابات الرئاسية التركية ضد الرئيس الحاكم رجب طيب أردوغان.

## استشهادات
1. 1 2   http://www.hurriyet.com.tr/haberleri/meral-aksener. اطلع عليه بتاريخ 2017-11-03. {{استشهاد ويب}}: |url= بحاجة لعنوان (مساعدة) والوسيط |title= غير موجود أو فارغ (من ويكي بيانات) (مساعدة)
2. ↑   https://www.tbmm.gov.tr/develop/owa/milletvekillerimiz_sd.bilgi?p_donem=20&p_sicil=5460. {{استشهاد ويب}}: |url= بحاجة لعنوان (مساعدة) والوسيط |title= غير موجود أو فارغ (من ويكي بيانات) (مساعدة)
3. 1 2   https://www.workwithdata.com/person/meral-aksener-1956. اطلع عليه بتاريخ 2024-10-21. {{استشهاد ويب}}: |url= بحاجة لعنوان (مساعدة) والوسيط |title= غير موجود أو فارغ (من ويكي بيانات) (مساعدة)
4. ↑   https://onedio.com/haber/iyi-parti-genel-baskani-meral-aksener-kimdir-kac-yasinda-meral-aksener-in-egitimi-ne-1069460. {{استشهاد ويب}}: |url= بحاجة لعنوان (مساعدة) والوسيط |title= غير موجود أو فارغ (من ويكي بيانات) (مساعدة)
5. ↑  "ميرال أكشينار: "المرأة الحديدية" التي تتحدى أردوغان". بي بي سي عربي. 26 أكتوبر 2017. مؤرشف من الأصل في 2018-06-30. اطلع عليه بتاريخ 2018-04-20.